# Wolfgang Hecht
Wolfgang Hecht (* 16. Februar 1928 in Halle an der Saale; † 1984 in Erfurt) war ein deutscher Literaturwissenschaftler.

## Leben
Von 1946 bis 1951 studierte er Germanistik, Philosophie und Kunstgeschichte in Halle an der Saale. Nach der Promotion 1952 zum Dr. phil. wurde er 1952 Dozent an der Pädagogischen Hochschule Potsdam und 1963 wissenschaftlicher Mitarbeiter der Nationalen Forschungs- und Gedenkstätten der klassischen deutschen Literatur in Weimar. 1971 erfolgte die Habilitation.

## Schriften (Auswahl)
- Allerlei freundliche Dinge. Geburtstagsgeschenke für Goethe. Weimar 1985, ISBN 3-7443-0015-3.
- Das Goethe-Museum in Weimar. Weimar 1990, ISBN 3-7443-0002-1.
- mit Gretel Hecht: Deutsche Heldensagen. Berlin 2018, ISBN 3-458-20030-4.
- mit Gretel Hecht: Die Nibelungen. Berlin 2019, ISBN 3-458-20036-3.
- mit Christina Didier: Das Herder-Museum im Kirms-Krackow-Haus zu Weimar, Nationale Forschungs- und Gedenkstätten dar Klassischen Deutschen Literatur in Weimar, 2. Aufl., Weimar 1979.